# Almafuerte (groupe)
Pour les articles homonymes, voir Almafuerte.
Almafuerte est un groupe argentin de heavy metal, originaire de Buenos Aires. Il est formé en 1995 par le bassiste et compositeur Ricardo Iorio après la séparation de Hermética.

## Biographie
Peu après la séparation de Hermética, en décembre 1994, Ricardo Iorio commence à répéter avec le guitariste Claudio Marciello et le batteur El Reloj Juan Esposito en tant qu'invité pour les premières répétitions durant lesquelles ils trouvent un batteur stable. Finalement, ils choisissent le batteur Claudio Cardaci. Quelques mois plus tard, le 17 mars, les débuts d'Almafuerte se déroulent au Teatro Arpegios. Bientôt, ils publient leur premier album, Mundo guanaco.
Dans le groupe, Iorio fait ses débuts comme chanteur stable. Mundo guanaco comprend deux reprises de chansons populaires argentines : Desencuentro et De los pagos del tiempo. Como los bueyes est écrite par Pedro Bonifacio Palacios. Zamba de resurrección fait participer Iorio pour la deuxième fois.
En 1996, ils sortent leur deuxième album, intitulé Del entorno, et produit par Flavio Cianciarulo, bassiste de Los Fabulosos Cadillacs, avec qui Iorio enregistre un album l'année suivante. Le groupe est mieux organisé, Iorio écrit les paroles et Marciello la musique. Cette année, ils présentent l'album à Buenos Aires, puis effectuent une tournée nationale. Après cette tournée, le batteur Claudio Cardaci est expulsé, et remplacé par Rodolfo Márquez, qui est lui-même ensuite remplacé Walter Martínez.
À la fin 1997, le premier album live d'Almafuerte, En vida, qui comprend deux nouvelles chansons studio, est publié.
À la mi-1998, le groupe publie l'album intitulé Almafuerte, produit par Ricardo Mollo. Cet album marque l'arrivée du groupe chez un label international, Interdisc, propriété de PolyGram, qui sera racheté l'année suivante par Universal. Le 2 avril 1999 sort le film El Visitante ; Ricardo Iorio reçoit un appel du producteur lui demandant si le groupe pouvait s'occuper de la bande-son. Le groupe accepte et enregistre le morceau homonyme qui sera inclus dans leur album A fondo blanco.
Au cours de l'année 2000, Bin Valencia remplace le batteur Walter Martínez. Cette même année, Iorio fait polémique lorsqu'il parle, lors d'un entretien avec le magazine Rolling Stone Argentina, de la communauté juive, des propos considérés comme antisémites par divers secteurs et qui amènent des plaintes à l'Instituto Nacional contra la Discriminación, la Xenofobia y el Racismo, qui mène Víctor Ramos, alors président de l'Institut, à intenter un procès contre lui. Dans les entretiens qui suivent, il déclare ne pas être antisémite, et que ses propos ont été sortis de leur contexte. La plainte est finalement rejetée par la justice. 
Cette même année, il fait de nouveau face à la polémique après la sortie de l'album Piedra libre, dans lequel il rend hommage au militaire et nationaliste argentin Mohamed Alí Seineldín, vétéran de la guerre des Malouines.
En 2003 sort le dixième album du groupe, le huitième studio, Ultimando, dans lequel Iorio quitte sa place à la basse, en raison de problèmes de tendinite.
Au cours de l'année 2004, des rumeurs sur une éventuelle réunion d'Hermética circulent, mais il n'en sera rien. Almafuerte fête ses 10 ans au début de 2005 avec la sortie de son troisième album live, 10 años. En octobre de la même année, il participe à un concert avec Megadeth, qui sera enregistré et publié en DVD. Au cours de l'année 2006 sortit leur neuvième album studio, Toro y pampa. Puis sort en 2009 En Vivo Obras, un CD/DVD comprenant leurs concerts du 10 mai 2008.
En mai 2016, Iorio annonce la séparation d'Almafuerte.

## Membres

### Derniers membres
- Ricardo Iorio - chant, basse
- Claudio Marciello - guitare
- Beto Ceriotti - basse
- Bin Valencia - batterie

### Anciens membres
- Juan Esposito - batterie
- Claudio Cardaci - batterie
- Rodolfo Márquez - batterie
- Walter Martínez - batterie

## Discographie

### Albums studio
- 1995 - Mundo guanaco
- 1996 - Del entorno
- 1998 - Almafuerte
- 1999 - A fondo blanco
- 2001 - Piedra libre
- 2003 - Ultimando
- 2006 - Toro y pampa
- 2012 - Trillando la fina

## Vidéographie
- 1995 - El pibe tigre
- 1996 - Amistades de tierra adentro
- 1999 - Convide rutero
- 1999 - A vos amigo
- 1999 - El visitante
- 2006 - Donde esta mi corazón